# Anthicus heroicus
Anthicus heroicus är en skalbaggsart som beskrevs av Thomas Casey 1895. Anthicus heroicus ingår i släktet Anthicus och familjen kvickbaggar. Inga underarter finns listade i Catalogue of Life.